# The Destructors
The Destructors son una banda punk rock de Peterborough, Inglaterra, 1977-1979 reaparecieron en 1980 hasta 1984. Luego ellos se llamaron Destructors 666 en 2006 y volvieron a cambiar su nombre a The Destructors en 2009. The Destructors continúa tocando hasta el día de hoy.

## Historia
Esta banda se formó por 6ck 6ck 6ck los miembros Allen Adams (vocalista), Phil Atterson (guitarrista), and Dip (Paul Wicks) (bajista)y varios bateristas incluyendo Steve Rolls and Dave Colton. Después la banda original fue complementada con músicos variados como Andy Butler (Baterista) Andrew Jackson (guitarrista). Butler and Jackson abandonaron la banda en 1978 para formar una nueva banda llamada The Blanks. Algunas canciones de Jackson´s fueron usadas en grabaciones de Destructors . En 1980 el nombre The Destructors resucitó gracias a Adams con una nueva alineación incluyendo a Neil Singleton (vocalista), Andy McDonald (baterista), y 'Dave Ivermee ' (Guitarrista rítmico) Allen Adams(bajista) después entró Graham "Gizz" Butt (Guitarrista líder), su primer sencillo fue en 1982's Senseless Violence EP. Pero tomó el trabajo escrito de la mitad de la música de la banda, con Adams que escribió las letras. Singleton recuerda las canciones: "Ellos fueron muy complicados y muy bastardos para recordarles. El también tenía una afición con los asesinos en serie!". Lanzaron una serie EPs y dos álbumes seguidos en 1984's por su álbum finalBomb Hanoi, Bomb Saigon, Bomb Disneyland. La banda se separó poco después de lanzar su disco Bomb Hanoi, debido a que sus ventas no estaban a la altura de sus conciertos. Según Singleton: "No me agrada pensar en que no tuvimos un buen record en ventas! Ellos nunca fueron a nuestros conciertos en vivo; Nosotros somos mejores en el escenario". esto ocasionó choques dentro de la banda, Butt comento: "Neil no logró continuar sin Alan, y Dave y yo no queríamos a Andy en la batería. Nosotros no éramos felices con Alan organizando todo. Adam inmediatamente formó una nueva banda, Five Go Mad In Europe, y la banda resurgió como Destructors V en 1984. Singleton se fue a front Trench Fever. Butt se unió a The Desecrators, entrando a  English Dogs, para luego formar Janus Stark y después The More I See, también como guitarrista en The Prodigy.
La banda resurgió nuevamente en  2006 como Destructors 666, con los antiguos miembros: Adams, Dave Colton, and Steve Rolls ex del grupo The Now y la unión de nuevos integrantes Steve Crosby y Lee Reynolds. Steve Crosby salió del estudio una noche y nunca más se supo de él. Lee Reynolds abandonó la banda para grabar con 925's. Crosby y Reynolds fueron remplazados por Ian Stapleton (bajista) y Rob Baylis (Baterista). En 2009 la banda retomó el nombre original The Destructors.

## Discografía

### Destructors 1982-1984
- EP - "Senseless Violence EP" (1982) Paperback (#33)
- EP - "Religion... There Is No Religion EP" (1982) Carnage Benelux (#34)
- EP - "Jailbait EP" (1982) Illuminated
- LP - "Exorcise The Demons of Youth" (1982) Illuminated (#12)
- EP - "Forces Of Law EP" (1983) Illuminated (#26)
- LP - "Armageddon In Action" (live) (1983) Radical Change (#10)
- EP - "Cry Havoc and Unleash The Dogs EP" (1983) Criminal Damage (#31)
- LP - "Merry Christmas and Fuck Off" (1983) Death Records
- EP - "Wild Thing", 4 Track E.P released December 1983, Illuminated Records, ILL1912
- EP - "Electronic Church" (1983) free with "Trees and Flowers" magazine
- LP - "Bomb Saigon, Bomb Hanoi, Bomb Disneyland" Album Released January 1984 Carnage Benelux, KILL666

### Destructors V 1984
Lanzado en homenaje a Destructors y su variable Destructors V
- EP - "TV Eye" 3 Track E.P (August 1984) Criminal Damage, CRI108

### Destructors 666 2006-2009
Destructors 666 inicio como un proyecto con el lanzamiento de Plus Ca Change Pour La Meme Chose. Todas las copias fueron vendidas a los fanes de la banda original y su fuerte legado para el mundo del punk rock. Split Ep´s se ve como algo único para The Destructors y promueve una oportunidad para audicionar para el talento local. Todas las contribuciones caen en ellos y tienen los derechos de toda su música y continúan recibiendo regalías de sus sencillos y discos terminados. Los EP comenzaron como una idea alrededor de la capa 666 (Liberada en el sexto día del sexto mes del sexto año del siglo 21 y continua cada año, ejemplo. 777, 888 etc. 
- Split EP   - "Plus Ca Change Pour La Meme Chose" CD (Rowdy Farrago, RF003, February  2006) Split EP with The Ruined
- Date EP    - "06:06:06" CD (Rowdy Farrago, RF666, June 2006)
- Split EP   - "Sturm Und Drang" CD (Rowdy Farrago, RF004, August 2006) Split EP with The 925's
- Split EP   - "Gott Mit Uns" CD (Rowdy Farrago, RF005, December 2006) Split EP with Radicus
- Split EP   - "No Parasan" CD (Rowdy Farrago, RF006, March 2007) Split EP with $UP
- Album      - "Many Were Killed Few Were Chosen" CD (Rowdy Farrago, June 2007, RFA01)
- Date EP    - "07:07:07" CD (Rowdy Farrago, RF777, July 2007)
- Split EP   - "Biberati Ut Gothi" (Rowdy Farrago, RF007, September 2007) Split EP with Fletch Cadillac
- Concept EP - "Sichien Lassen Mit Fremdem Machten" (Rowdy Farrago, November 2007, RFEP1)Theme = Strange Things
- Split EP   - "Caveat Emptor" (Rowdy Farrago, RF008, February 2008) Split EP with White Clouds & Gunfire
- Split EP   - "Labor Omnia Vincit" (Rowdy Farrago, RF009, April 2008) Split EP with Eastfield
- Split EP   - "Lex Talionis" (Rowdy Farrago, RF010, June 2008) Split EP with Dirty Love
- Date EP    - "08:08:08" CD (Rowdy Farrago, RF888, August 2008)
- Split EP   - "Geistbahn" (Rowdy Farrago, RF011, September 2008) Split EP with March To The Grave
- Concept EP - "Malleus Maleficarum" (Rowdy Farrago, October 2008, RFEP2)Theme = Witchcraft / Racial Intolerance
- Concept EP - "Bah Humbug" (Rowdy Farrago, December 2008, RFXMAS1)Theme = Christmas
- Split EP   - "Deus Ex Machina" (Rowdy Farrago, RF012, March 2009) Split EP with Dun2Def
- Album      - "Pow! That's Kill Musik 666 Volume 1: Revision" CD (Rowdy Farrago, May 2009, RFA02)
- Concept EP - "Quisnam Vigilo Vigilo" (Rowdy Farrago, July 2009, RFEP3)Theme = Control
- Split EP   - "Scheikunde" (Rowdy Farrago, RF013, August 2009) Split EP with Dangers Close
- Date EP    - "09:-09:09" CD (Rowdy Farrago, RF999, September 2009) aka The Nein Nein Nein EP

- Destructors 666 cambió su nombre a The Destructors en noviembre del 2009

### The Destructors 2009-actualidad
```
The Destructors hoy en día. Continúan lanzando álbumes  / EPs y split EPs
```

- Split EP   - "Tormentum Insomniae" (Rowdy Farrago, RF014, November 2009) Split EP with Sick On The Bus
- Concept EP - "Politika" (Rowdy Farrago, April 2010, RFELECT01) Theme = Politics
- Split EP   - "Zengakuren" (Rowdy Farrago, RF015, June 2010) Split EP with The Black Marias
- Album      - "Dead Beat To White Heat" (Rowdy Farrago, RFA03, August 2010)
- Date EP    - "10:10:10 (The Meaning Of Life EP)" (Rowdy Farrago, RF101010, October 2010)
- Concept EP - "Helloween"(Rowdy Farrago, October 2010, RFHELL01) Theme = Halloween
- Split EP   - "Les Fleur Du Mal" (Rowdy Farrago, RF016, January 2011) Split EP with Gripper
- Concept EP - "Media Studies"(Rowdy Farrago, May 2011, RFEP04) Theme = Media, Celebrity Culture, Journalism
- Split Album- "Wohlgefuhl" (Rowdy Farrago, RFSA01, August 2011) Split Album with Dun2Def
- Split EP   - "Je Suis Radio" (Rowdy Farrago, RF017, September 2011) Split EP with Don't Look Down
- Date EP    - "11:11:11 (In Memoriam)" (Rowdy Farrago, RF111111, November 2011)
- Album      - "Pow! That's Kill Musik (Volume 2 Rewind)" (Rowdy Farrago, RFA04, January 2012)
- Split EP   - "C'etait La Guerre" (Rowdy Farrago, RF018, March 2012) Split EP with Beverly Kills
- Concept EP - "S&D&R&R" (Rowdy Farrago, May 2012, RFEP5) Theme = Sex & Drugs & Rock & Roll
- Split Album- "Schwerpunkt" (Rowdy Farrago, July 2012, RFSA02) Split album with Anarcho-Punk band 'The Astronauts'
- Split EP   - "Pax Romanus" (Rowdy Farrago, RF019, September 2012) Split EP with Ziplock
- Date EP    - "12:12:12 (Ragnarok)" (Rowdy Farrago, RF121212, December 2012)
- Split EP   - "Sous Les Paves La Plage" (Rowdy Farrago, RF020, April 2013) Split EP with PMT
- Album    - "The Sublime, The Perverse & The Ridiculous" (Rowdy Farrago, RFDES01, September 2013)
- Split EP   - "Terrorismo" (Rowdy Farrago, RF021, November 2013) Split EP with The Dogtown Rebels
- Concept EP - "New York, New York" (Rowdy Farrago, January 2014, RFEP6) Theme = New York
- Date EP    - "13:13:13 (Malchance)" (Rowdy Farrago, RF131313, March 2014)
- Split EP   - "Divide Et Impera" (Rowdy Farrago, RF022, May 2014) Split EP with Cretin 77
- Concept EP - Dolor Goggler, (Rowdy Farrago, RFEP7, July 2014)
- Compilation Album - The Destructors Greatest Misses, (Rowdy Farrago, RFA05, January 2015)

## Línea del tiempo de los miembros
Esta lista es un vistazo a la historia de los miembros de The Destructors. Hoy superando los 34 años continúan grabando y liberando nuevo material.
01. 6CK 6CK 6CK (1976)
The Kid i.e. Allen Adams (vocalista)
T.W atterson (guitarrista)
Stuart Band (bajista)
Graham Black (baterista)
02. Speed Mark II (1976)
The Kid (vocalista)
Steve Bavister (guitarrista)
Paul Cooper (guitarrista)
Dip (bajista)
03. 6CK 6CK 6CK Mark II (1976)
The Kid (vocalista)
T.W Atterson (guitarrista)
Dip (bajista)
04. The Gestapo (1976)
The Kid (vocalista)
T.W Atterson (guitarrista)
Dip (bajista)
Andy Arthurs (baterista)
05. Destructors (1977)
The Kid (vocalista)
T.W Atterson (guitarrista)
Dip (ba)
Joe MacColl/Steve Rolls/Dave Colton (drums) at different times
06. Destructors Mark II (1978)
The Kid (vocals)
T.W Atterson (guitar)
Dip (bass)
Andrew Jackson (guitar)
Andrew Butler (drums)
07. Destructors Mark III (1978)
The Kid (vocalista)
T.W Atterson (guitatarris)
Dip (bajista)
Andrew Butler (bterista)
08 Destructors Mark IV (1980)
Neil Singleton (vocalista)
Dave Ivermee (guitarrista)
Allen Adams (bajista)
Andrew Butler (baterista)
09. Destructors Mark V (1980–1981)
Neil Singleton (vocalista)
Dave Ivermee (guitarrista)
Allen Adams (bajista)
Andy McDonald (bajista)
10. Destructors Mark VII (1981–1983)
Neil Singleton (vocalista)
Dave Ivermee (guitarrista)
Graham "Gizz" Butt (guitarrista)
Allen Adams (bajista)
Andy McDonald (baterista)
11. Destructors V (Mark VII) (1983–1984)
Allen Adams (vocalista)
Dave Colton (guitarrista)
Nigel Davis (bajista)
Joe MacColl (baterista)
12. Five Go Mad In Europe (1984)
Allen Adams (vocalista)
Dave Colton (guitarrista)
Faz Farrow (bajista)
Joe MacColl (bajista)
13. Destructors 666 (Mark VIII) (2006–2007)
Allen Adams (vocalista)
Dave Colton (guitarrista)
Steve Rolls (guitarrista)
Steve Crosby (bajista)
Lee Reynolds (baterista)*
Simon Stabler (Editor de audio)
14. Destructors 666 (Mark IX) (2007–2008)
Allen Adams (vocalista)
Dave Colton (guitarrista)
Steve Rolls (guitarrista)
Steve Crosby (bajista)
Rob Baylis (baterista)
Simon Stabler (Editor de audio)
15. Destructors 666 (Mark X) (2008)
Allen Adams (vocalista)
Dave Colton (guitarrista)
Steve Rolls (guitarrista)
Rob Baylis (baterista)
Tom Savage (bajista)
16. Destructors 666 (Mark XI) (2008-9)
Allen Adams (vocalista)
Dave Colton (guitarrista)
Steve Rolls (guitarrista)
Rob Baylis (baterista)
Ian Stapleton (bajista)
17. The Destructors (2009-?)
Allen Adams (vocalista)
Dave Colton (guitarrista)
Steve Rolls (guitarrista)
Rob Baylis (baterista)
Ian Stapleton (bajista)
+
AC (vivo)
Tom (vivo)